# General Atomics MQ-9 Reaper
Il General Atomics MQ-9 Reaper (originariamente conosciuto come Predator B) è un aeromobile a pilotaggio remoto (APR o UAV dall'acronimo in inglese) sviluppato dalla General Atomics Aeronautical Systems (GA-ASI) per l'uso alla United States Air Force, l'United States Navy, all'italiana Aeronautica Militare e la britannica Royal Air Force. L'MQ-9 è il primo UAV hunter-killer progettato per la sorveglianza a lunga autonomia, e a elevate altitudini.

## Storia del progetto
Grazie al successo ottenuto in ambito operativo dal MQ-1 Predator, variante multiruolo del General Atomics RQ-1 Predator, la General Atomics decise di avviare, alla fine degli anni novanta e su iniziativa privata, un programma di sviluppo del modello con una variante dalla maggiore efficacia da proporre nell'ambito del mercato del settore difesa, principalmente per le United States Armed Forces.
L'ufficio tecnico, basandosi sulle esperienze acquisite sul precedente modello, disegnò un APR che riproponeva con dimensioni aumentate l'impostazione dell'RQ-1 Predator abbandonando la motorizzazione a combustione interna per una più potente turbina a gas, più specificatamente un motore turboelica, al fine di aumentarne le prestazioni generali pur mantenendo la configurazione ad elica spingente. Tra le differenze visivamente più evidenti vi è un diverso impennaggio a V integrato da una pinna ventrale.
Il prototipo del nuovo modello, al quale venne assegnata la designazione ufficiale MQ-9, venne portato in volo per la prima volta il 2 febbraio 2001.

## Tecnica

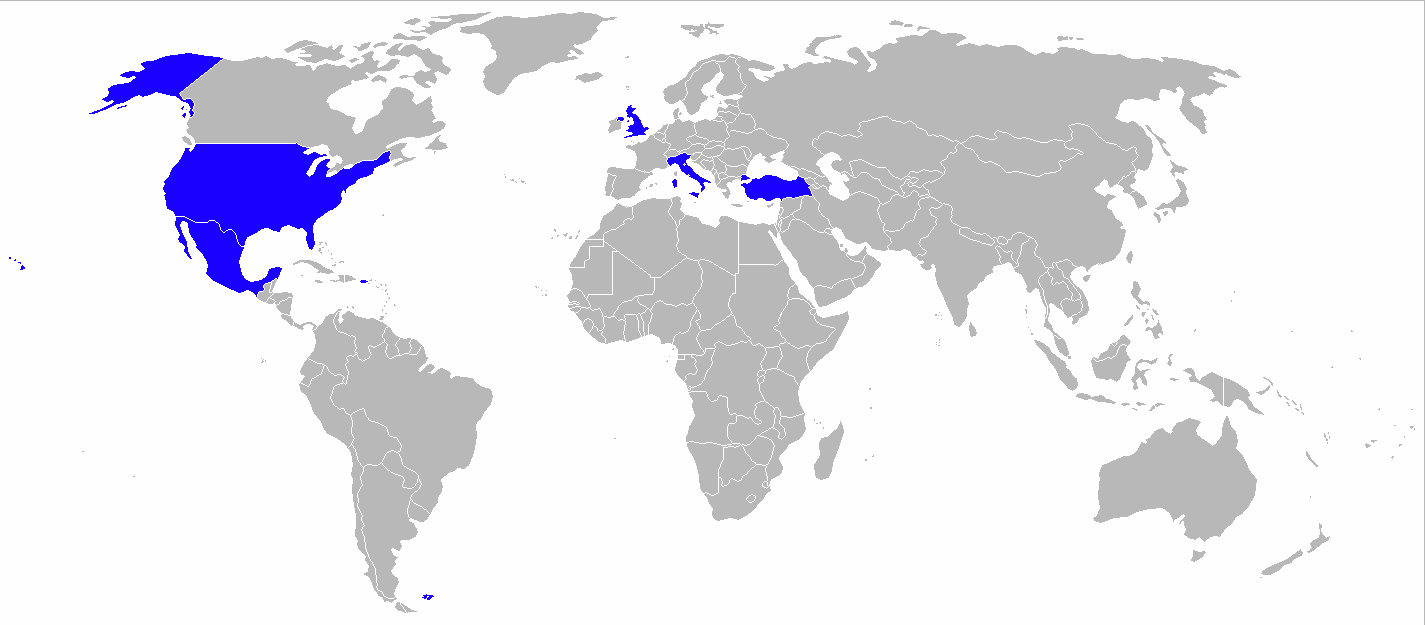
MQ-9 Reaper nel 2010

L'MQ-9 è un velivolo più grande e ha più capacità di carico dell'RQ-1 Predator. Può usare gli stessi sistemi di terra del MQ-1. L'MQ-9 ha una potenza di 950 cavalli vapore, molto più potente del motore a pistoni del Predator. L'incremento di potenza permette al Reaper di portare 15 volte il peso e volare a tre volte la velocità del MQ-1.

## Impiego operativo
Nel 2008 la New York Air National Guard 174th Fighter Wing iniziò la transizione dall'aereo pilotato F-16 all'aeromobile a pilotaggio remoto MQ-9 diventando così il primo squadrone d'attacco pienamente automatizzato.
Il 1º agosto 2008, l'Italia ha richiesto 4 di questi velivoli, 4 stazioni di terra e 5 anni di assistenza, per un totale di 330 milioni di dollari. Nel novembre 2009 ne ha richiesti altri 2. Dal giugno 2010 sono cominciate le consegne dell'MQ-9 all'Aeronautica Militare Italiana.
Nell'ottobre 2011 la rivista tecnologica americana Wired ha dichiarato che i computer che controllano i droni Reaper e i Predator sono infettati da un virus informatico.
Il 13 dicembre 2011 un MQ-9 disarmato appartenente agli Stati Uniti d'America è caduto sull'aeroporto Internazionale delle Seychelles senza provocare vittime.
Il 20 novembre 2019 un MQ-9 appartenente all'Aeronautica Italiana, precisamente al 32º Stormo, è stato abbattuto mentre volava vicino alle coste libiche per una missione di supporto all'operazione "Mare Sicuro" da una batteria contraerea presso Tarhouna, secondo il quotidiano Libyan Addres, appartenente all'Esercito Nazionale Libico.
Il 3 gennaio 2020 un drone MQ-9 Predator B è stato usato dall'USAF nell'attacco che ha portato alla morte del generale iraniano Qasem Soleimani.
Il 14 marzo 2023 un drone MQ-9 della USAF decollato da una base situata in Romania, dopo esser stato intercettato da due Su-27 Russi, è precipitato nel Mar Nero inabissandosi. Il 16 marzo, il Comando Europeo degli Stati Uniti ha desecretato un video registrato dal drone in cui sono visibili le manovre dei due caccia russi.
L'8 novembre 2023 un drone MQ-9 americano è stato abbattuto in acque territoriali yemenite da un missile SA-6 proveniente dallo Yemen, questo attacco è riconducibile alla guerra Israele-Palestina del 2023, a causa del sostegno degli Stati Uniti a Israele. 

## Utilizzatori

### Governativi
Stati Uniti
- U.S. Customs and Border Protection
  - Sierra Vista, Arizona
  - Grand Forks, North Dakota

### Militari
Belgio
- Composante air

4 MQ-9B Sky Guardian ordinati ad agosto 2020, con consegne previste per il 31 marzo 2024.
 Canada
- Royal Canadian Air Force

11 MQ-9B Sky Guardian ordinati il 19 dicembre 2023, con inizio delle consegne previsto per il 2028.
 Danimarca
- Flyvevåbnet

4 MQ-9B SkyGuardian ordinati il 22 luglio 2025, con consegne previste tra il 2028 e il 2029.
 Francia
- Armée de l'air

18 esemplari ordinati. Un esemplare si è schiantato nel novembre 2018).
- - Escadron de drones 1/33 Belfort[25] Un ulteriore MQ-9 Block 5 ordinato il 28 giugno 2021.[26]

 Giappone
- Kaijō Jieitai

1 MQ-9B ricevuto a maggio 2023 per verificare la compatibilità del velivolo in alcune missioni svolte dai P-1 e dai P-3. A conclusione con successo del ciclo di prove, a dicembre 2024 è avvenuta a selezione della versione MQ-9B SeaGuardian.
- Kaijō Ho'an-chō

2 MQ-9B SeaGuardian selezionato ad ottobre 2020. Il primo esemplare è entrato in servizio il 19 ottobre 2022.
 India
- Bhāratīya Nāu Senā

2 MQ-9B SeaGuardian presi in leasing annuale a novembre 2020. Ulteriori 15 MQ-9B SeaGuardian ordinati il 15 ottobre 2024.
- Bhāratīya Thalsēnā

8 MQ-9B SkyGuardian ordinati il 15 ottobre 2024.
- Bhāratīya Vāyu Senā

8 MQ-9B SkyGuardian ordinati il 15 ottobre 2024.
 Italia
- Aeronautica Militare

6 esemplari ordinati, rispettivamente 4 nel 2008 e 2 nel 2009. Veicoli armati dopo la decisione USA di consentire anche all'Italia insieme al Regno Unito di armare i propri droni. Uno dei 6 esemplari consegnati è andato perso il 20 novembre 2019 in Libia. L'8 settembre 2021 GA-ASI si è aggiudicata un contratto da 30,5 milioni di dollari per l'aggiornamento dei 5 MQ-9A Predator B allo standard Block 5, con completamento del programma previsto per il 31 gennaio 2023. Il primo MQ-9A aggiornato al nuovo standard  Block 5 è stato riconsegnato il 16 aprile 2025.
- - 32º Stormo[38]

 Paesi Bassi
- Koninklijke Luchtmacht

4 MQ-9A block 5 ordinati a marzo 2019. Primo esemplare consegnato a metà agosto 2023. Ulteriori 4 MQ-9A block 5 ordinati il 21 agosto 2023.
- - Base aerea di Leeuwarden
    - 306 Squadron[44]

 Polonia
- Siły Powietrzne

Ad ottobre 2022, il Ministero della Difesa polacco ha rivelato che saranno presi in leasing alcuni MQ-9A Reaper. Il primo MQ-9A è stato consegnato il 12 febbraio 2023. 3 MQ-9B SkyGuardian ordinati a dicembre 2024.
 Regno Unito
- Royal Air Force

11 MQ-9 Reaper Block 1 ordinati tra il 2006 ed il 2011. Un esemplare è stato perso nel 2009, uno radiato nel 2019. Un ulteriore MQ-9 Block 1 è stato ordinato il 4 aprile 2021.
 I primi 3 di ulteriori 16 nuovi Protector RG1 (il requisito e per 20 esemplari) sono stati ordinati a luglio 2020 ed entreranno in servizio entro il 2024. Ulteriori 13 esemplari sono stati ordinati a luglio 2021, portando a 16 gli esemplari ordinati. Il primo Protector RG1 è stato consegnato il 6 ottobre 2022.
- - No. 13 Squadron RAF (dal 2012)[56]
  - No. 39 Squadron RAF[57]

 Spagna
- Ejército del Aire

4 MQ-9A Block 5 ordinati a febbraio 2016, e consegnati tra la fine di dicembre 2019 e la fine di novembre 2020. Ulteriori 2 esemplari ordinati a marzo 2019.
- - No. 47 Grupo Mixto[64]

 Stati Uniti
- United States Air Force

244 Reaper in servizio dal 2007
- - Air Combat Command
    - 432nd Wing - Creech Air Force Base, Nevada
      - 19th Attack Squadron
      - 42nd Attack Squadron

    - 49th Wing - Holloman Air Force Base, Nuovo Messico
      - 29th Attack Squadron

    - 53rd Wing (Eglin Air Force Base, Florida)
      - 556th Test and Evaluation Squadron (Creech Air Force Base, Nevada)

  - Air Force Special Operations Command
    - 27th Special Operations Wing
      - 33rd Special Operations Squadron (Cannon Air Force Base, Nuovo Messico)

    - 58th Special Operations Wing
      - 551st Special Operations Squadron

  - Air National Guard
    - 174th Fighter Wing (Hancock Field, New York)
- United States Marine Corps Aviation

2 MQ-9A block 5 consegnati. Ulteriori 2 MQ-9A ordinati ad aprile 2021 e consegnati a maggio 2023. Ulteriori 2 MQ-9A ER ordinati ad aprile 2021 e consegnati a  maggio 2023. A tutto aprile 2025 risultavano consegnati 17 MQ-9A, con altri tre velivoli in consegna entro la fine dello stesso anno.
 Taiwan
- Zhōnghuá Mínguó Hǎijūn

Il 3 novembre 2020, il Dipartimento di Stato americano ha approvato la vendita a Taiwan di 4 UAV armati MQ-9B SeaGuardian e relative apparecchiature per circa 600 milioni di dollari. Il 24 agosto 2022, è stato ufficializzato l'acquisto di 4 MQ-9B SeaGuardian, con consegne a partire dal 2025.
 Turchia
- Türk Hava Kuvvetleri[76]

## Cultura di massa e curiosità
- Il modello è presente e utilizzabile nel videogioco "Call of Duty: Modern Warfare 3"
- Il modello RQ-1 Predator invece è presente e utilizzabile nel videogioco "Call of Duty: Modern Warfare 2"
- Nel film "Eagle Eye", in una delle scene finali del film, un MQ-9 in cgi è presente nelle inquadrature.
- in Transformers: Prime e Transformers: Robots in Disguise è la forma alternativa di Soundwave.
- Nell'album dei Muse Drones, il titolo della canzone Reaper fa riferimento a questo velivolo.
- Nel film "A-Team" due MQ-9 Reaper UAV colpiscono l'aereo con cui l'A-Team sta fuggendo.
- Nel film "Shooter" compare un RQ-1 Predator UAV

### Aerei comparabili
- General Atomics RQ-1 Predator
- Bayraktar TB2
- Korean Air KUS-15